# コン・ミンジ
コン・ミンジ（공 민지、孔 旻智、Gong Min-ji、1994年1月18日 - ）はミンジ（Minzy）の芸名で知られる韓国の女性ラッパー、ダンサーである。ソウル特別市で生まれた。YGエンターテインメントの女性アイドルグループ「2NE1」の一員として活動していたが、2016年4月に脱退。

## 人生と歌手経歴

### 生い立ち
ソウル特別市で生まれた。本貫は曲阜孔氏である。生後間もなくして、田舎に引っ越した。祖母に伝説的な民族舞踏家コン・オクチンがいる。

### 2009年 - 現在：2NE1脱退まで
インターネット上に掲載されたミンジが踊る映像が、多くの再生回数を記録し、インターネットユーザーから賞賛を得ていた。インターネットを通して高まる彼女の人気に目をつけたYGエンターテインメントのスタッフは、彼女に連絡した。その後、彼女は女性グループ2NE1に入り、2009年にBIG BANGとのコラボ曲「Lollipop」でデビューした。その時、ミンジは15歳だった。曲はガオンチャートで1位を獲得した。しかし、グループが単独で存続できるかは、この時点では分かっていなかった。しかし、同年5月にグループはシングル「Fire」でデビューを果たした。続いて発売されたプロモーションシングル「I Don't Care」と共に1位を獲得した。
2NE1での成功の後、グループ活動を一時的に停止し、メンバーはそれぞれソロ活動を開始した。ミンジはリーダーCLとのシングル「Please Don't Go」を発売し、ガオンチャートで最高6位を記録した。2010年2月13日、シングル「Follow Me」を発売し、グループ活動を再開した。
2014年より、2NE1のグループとしての活動が停滞。2016年5月、事務所との契約満了を以って2NE1を脱退した。
2016年5月16日、MUSIC WORKSへの所属事務所移籍を発表。当初をソロアルバム発売による再出発を模索していたが、2017年にデビュー予定のボーイズグループ「MYTEEN」のトレーナーと楽曲製作参加で活動を再開。

## 人物
2NE1ではメンバー最年少であり、ラップとボーカルを担当。ダンスが得意で、グループ結成前に何度もダンス大会に出場し、受賞経験もある。身長161cm。信仰する宗教はキリスト教。特技は中国語、日本語。
2009年7月に自身の進路を確実にするため高校進学を断念していたことが明らかになった。

## ディスコグラフィ

### シングル
| 年     | 曲                        | 最高順位 | アルバム  |
| 年     | 曲                        | KOR      | アルバム  |
| ------ | ------------------------- | -------- | --------- |
| 2009年 | Please Don't Go (with CL) | 1        | TO ANYONE |